# Fellner Sándor
Toronyi Fellner Sándor (Pest, 1857. január 21. – Budapest, Erzsébetváros, 1945. január 14.) zsidó származású magyar építész, a századforduló jelentős alkotója. Fő műve a Pénzügyminisztérium régi palotája a budai várban, illetve a Legfelsőbb Bíróság épülete a pesti Markó utcában.

## Életpályája
Fellner Antal (1807–1881) és Heiman Borbála (1837–1901) fia. A budapesti Műegyetem, a Bécsi Képzőművészeti Akadémia, majd a párizsi szépművészeti iskola (Beaux-Arts de Paris) növendéke volt. Huszonkét éves korától Budapesten élt és alkotott. Eklektikus stílusban magánvillákat, bérházakat, és vidéken kastélyt épített. Az esztergomi Bakócz-kápolna felméréséről készült jelentését Pulszky Károllyal közösen publikálta. Halálát tüdőgyulladás okozta.

## Családja
Első felesége Goldstein Ida (1868–1907) volt, akitől 1895. március 4-én megszületett Kálmán nevű fia.
Második felesége Haas Zsófia (1868–1945) volt, akivel 1911. március 6-án Budapesten kötött házasságot.
Fia: Fellner Kálmán Antal György (1895–?). Menye 1923–1939 között: Szilassy Janka.
Unokái: Fellner György és Fellner Sándor.
Unokaöccse Fellner Ferenc orvos, operaénekes.

## Ismert épületeinek listája

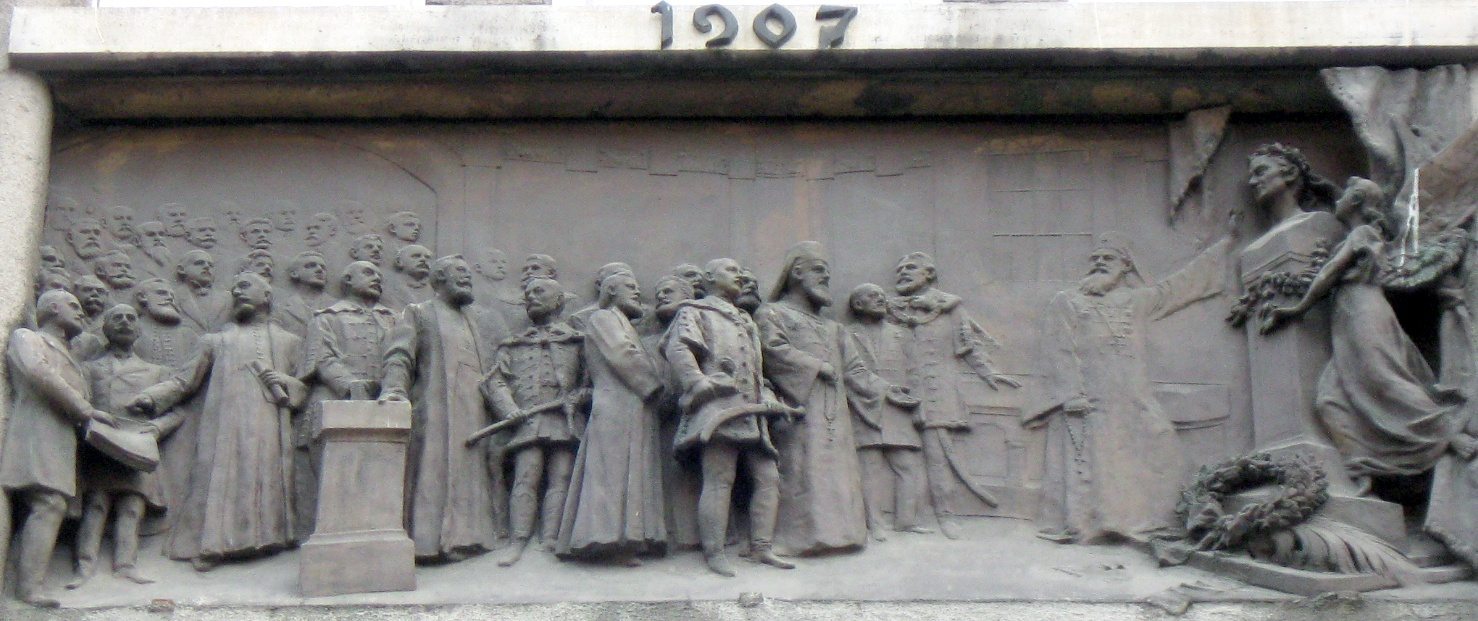
A Tökölyanum emléktáblája

- 1881: Mezőtúri kaszinó és bazárépület – csak tervek készültek róla, végül nem épült meg[12]
- 1884–1885: Villaépület, Budapest, Rippl-Rónai utca 11. / Andrássy út 124.[13]
- 1886: Vasvári Pál utcai zsinagóga, Budapest, Vasvári Pál u. 5, 1061[14]
- 1887: Sternthal-bérház, Budapest, Andrássy út 12., 1061[12]
- 1887–1888: Frankel Leó úti zsinagóga, Budapest, Frankel Leó út 49, 1023[14]
- 1889: Bulyovszky nyaraló, Budapest, Andrássy út 124., 1062[14]
- 1890: Bérházak saját használatra, Budapest, Kálmán utca 17, és 19, 1054[12]
- 1893: Villaépület, Budapest, Lendvay utca 24., 1062 (Quittner Zsigmonddal közösen)
- 1894: A Szobi utca 3. szám alatti Keppich-magánpalota, velencei gótikus stílusban készült el, amelyben 1956-tól évtizedekig a Mentőkórház működött,[15][16] Budapest, Szobi utca 3., 1067[14]
- 1894/1895: Palik Ucsevni Arthúr bérpalotája, Budapest, Papnövelde utca 10., 1056[12]
- 1896: Pasteur Intézet pavilonja, Budapest, Városliget (alkalmi épület a millenniumi kiállításra)[14]
- 1899–1904: Az egykori Pénzügyminisztérium épülete a Budai Várnegyedben, a Szentháromság téren, gazdag díszítésű neogótikus stílusban, Budapest ostroma után átépítve, felső szintjét lebontva (a későbbi Schönherz Zoltán BME-kollégium, a Magyar Nemzeti Levéltár egyik épülete, Magyarság Háza), Budapest, Szentháromság tér 6., 1014[14]
- 1900: Rico kötszergyár, Budapest, Váci út (2000 körül elbontva)[12]
- 1901: Széchényi-kastély, Felsősegesd, ma: Segesd, Kanizsai u. 1, 7562[12]
- 1904: Gerbeaud Emil bérháza, Budapest, Duna utca 1., 1056[12][17]
- 1906: Sváb-kastély, Diósjenő, Szociális otthon 7., 2643[12][18]
- 1906: Lukács László és felesége palotája, Budapest, Benczúr utcai 21., 1068[12][19]
- 1907–1908: Tökölyanum, szerb diákok otthona, Budapest, Veres Pálné utca 17–19., 1053[12][20]
- 1909 körül: vagyontalan állami tisztviselők özvegyei és árvái segélyezésére szánt alap bérház, Budapest, Március 15. tér 8., 1056[12]
- 1909–1911: Az egykori Lágymányosi Dohánygyár épülete (napjainkban Budapest Főváros Kormányhivatala Földhivatali Főosztálya és egyéb irodák, valamint Synlab, a Lechner Tudásközpont, és a Cardsoft Zrt. működik benne), Budapest, Budafoki út 59-63., 1111[21][22]
- 1910–1913: A Ritz Szálló a Dunakorzón, Budapest, Eötvös József (ma: Széchenyi tér, a háborúban kiégett majd lebontották.)[14]
- 1910–1911: Gross-palota, Budapest, Sütő utca 2., 1052[23]
- 1913–1918: Igazságügyi palota, Budapest, Markó utca 16., 1055[14][24]

## Egyéb közreműködései
- A Gerbeaud-ház felújítása, a negyedik emelet ráhúzásával (Sós Aladár közreműködésével)
- Több díszes síremléket is tervezett a Salgótarjáni utcai zsidó temetőben (1087 Budapest, Salgótarjáni utca 6.):
  - 1883 k.?: Schwarz Ábrahám mauzóleuma[25]
  - 1888 k.?: Strasser Alajos mauzóleuma[26]
  - 1896 k.?: Karsai Albert síremléke[27]
  - 1901 k.?: Ehrlich Mózes mauzóleuma[26][28]
  - 1907 k.?: Keppich Emil síremléke[29]

## Képgaléria

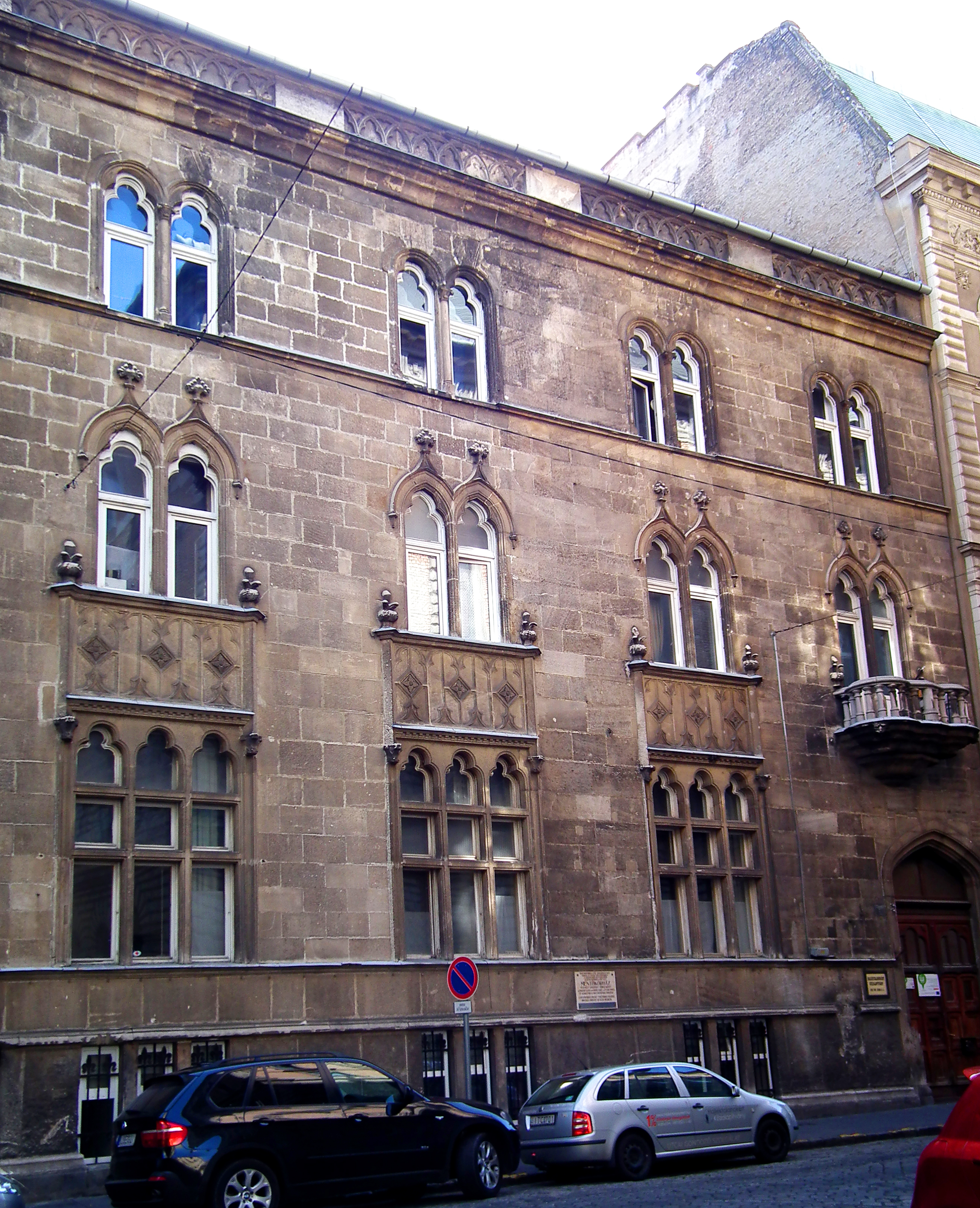
A Szobi utcai palota, a későbbi Mentőkórház
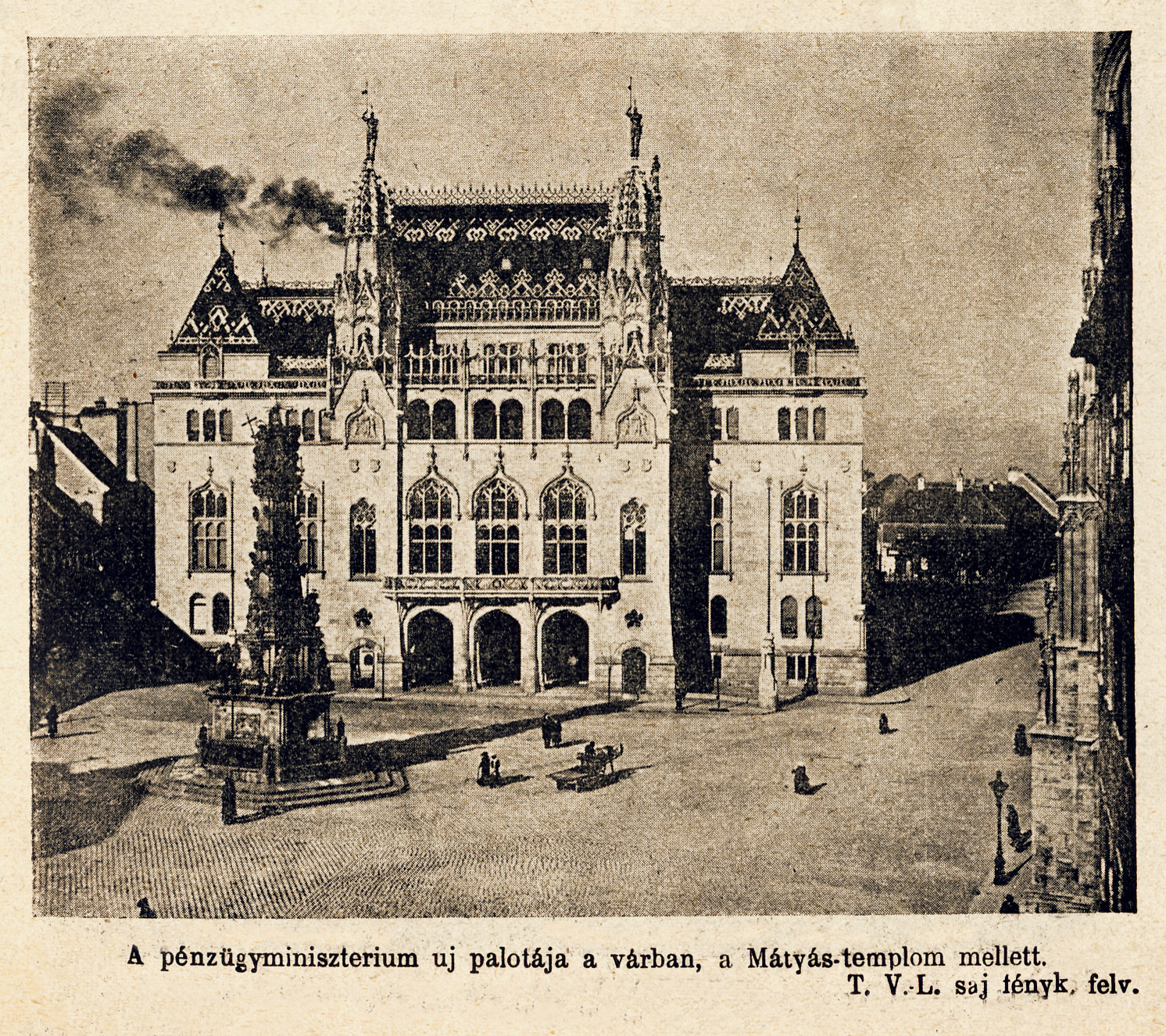
A Pénzügyminisztérium 1906-ban
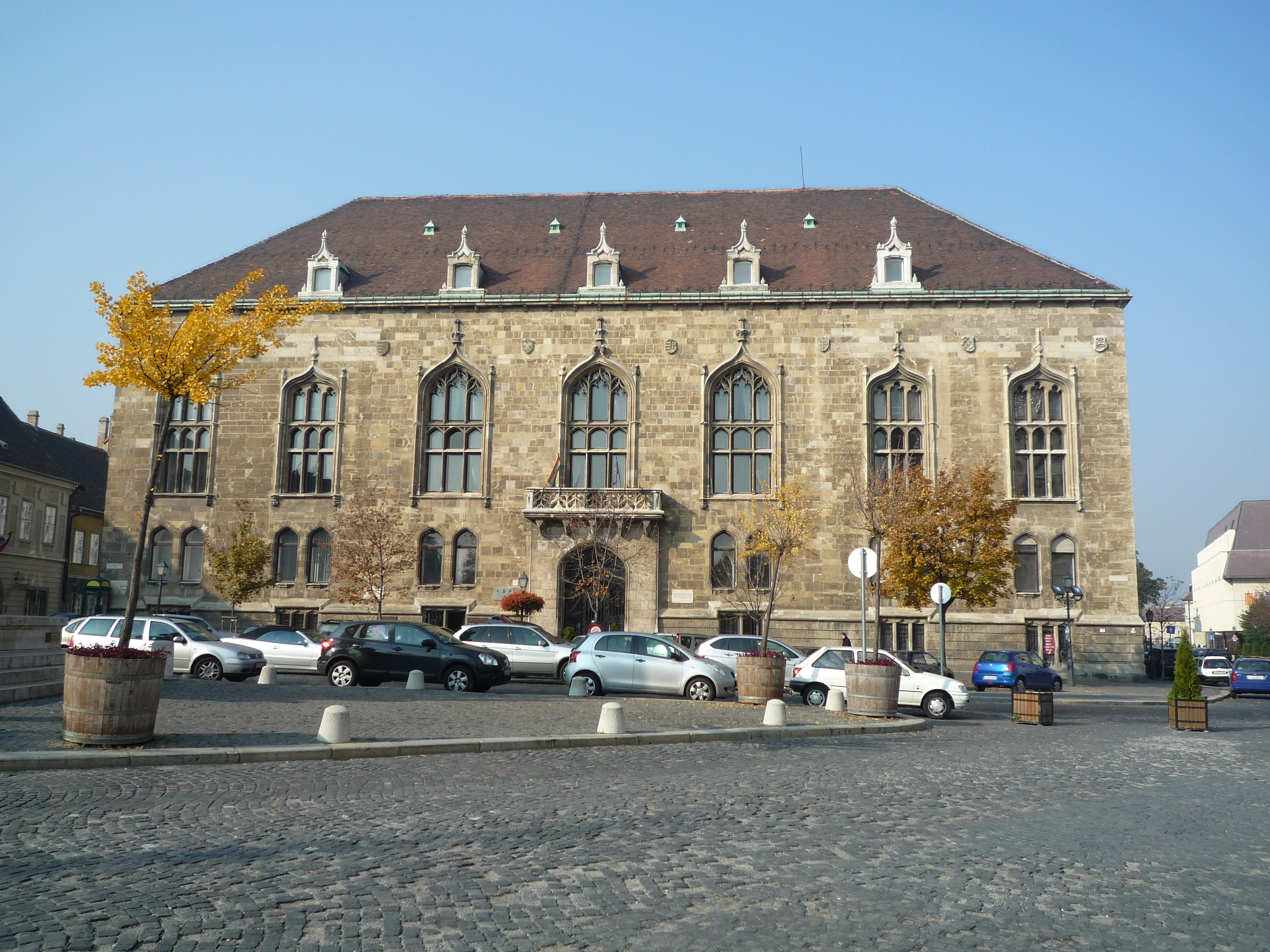
A Pénzügyminisztérium leegyszerűsített épülete napjainkban
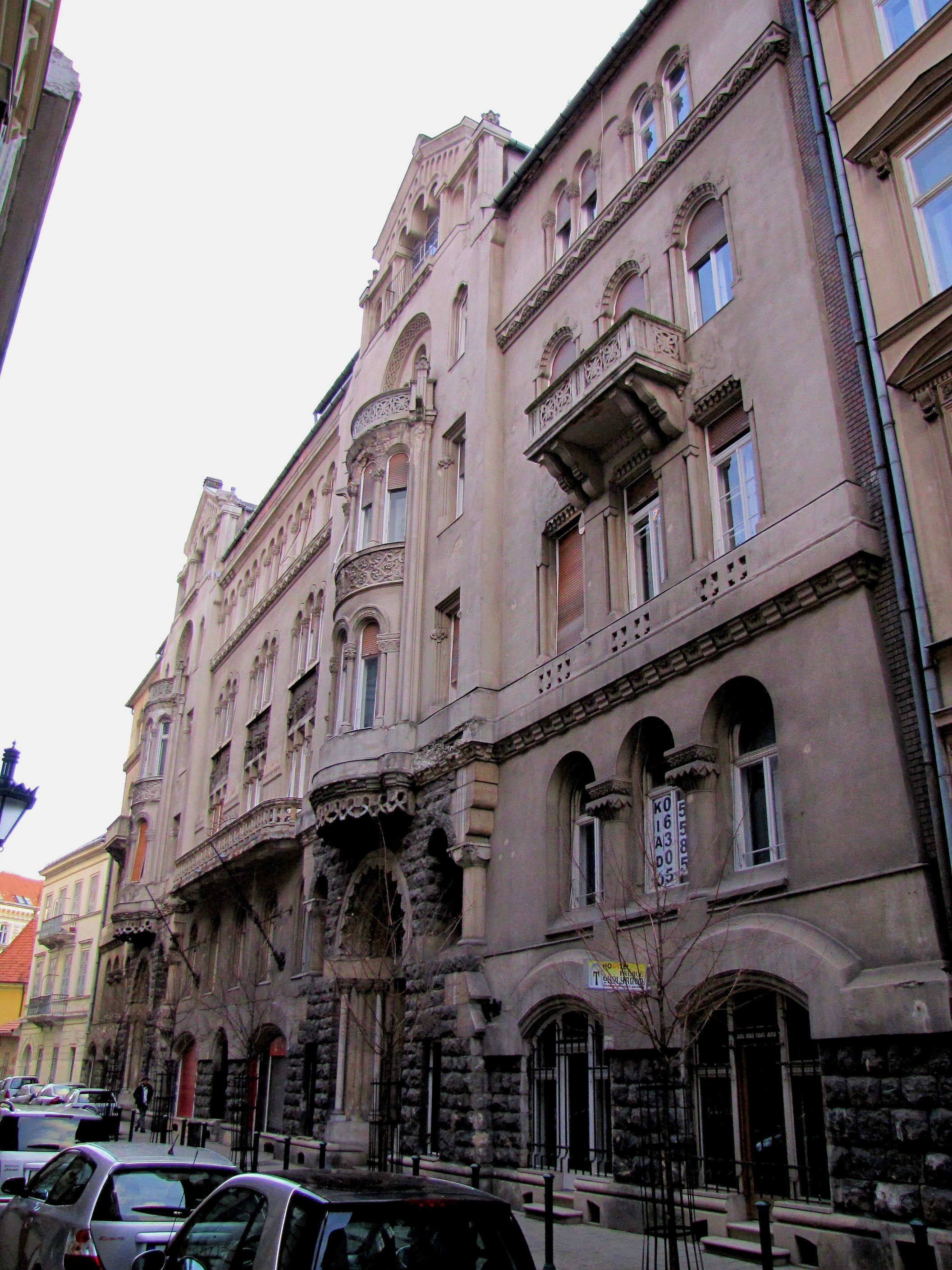
A Tökölyanum
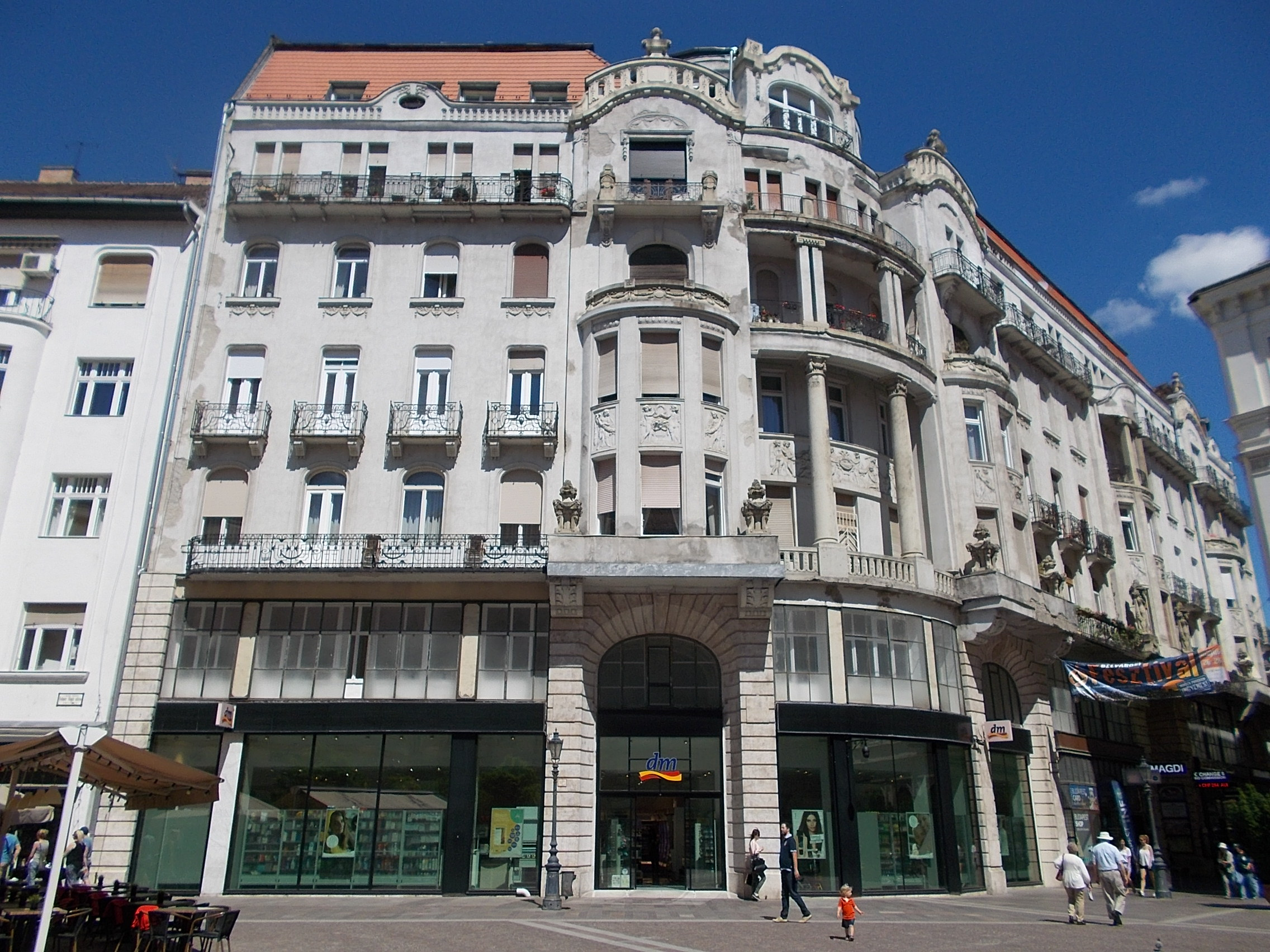
Bérpalota, Sütő u. 2.
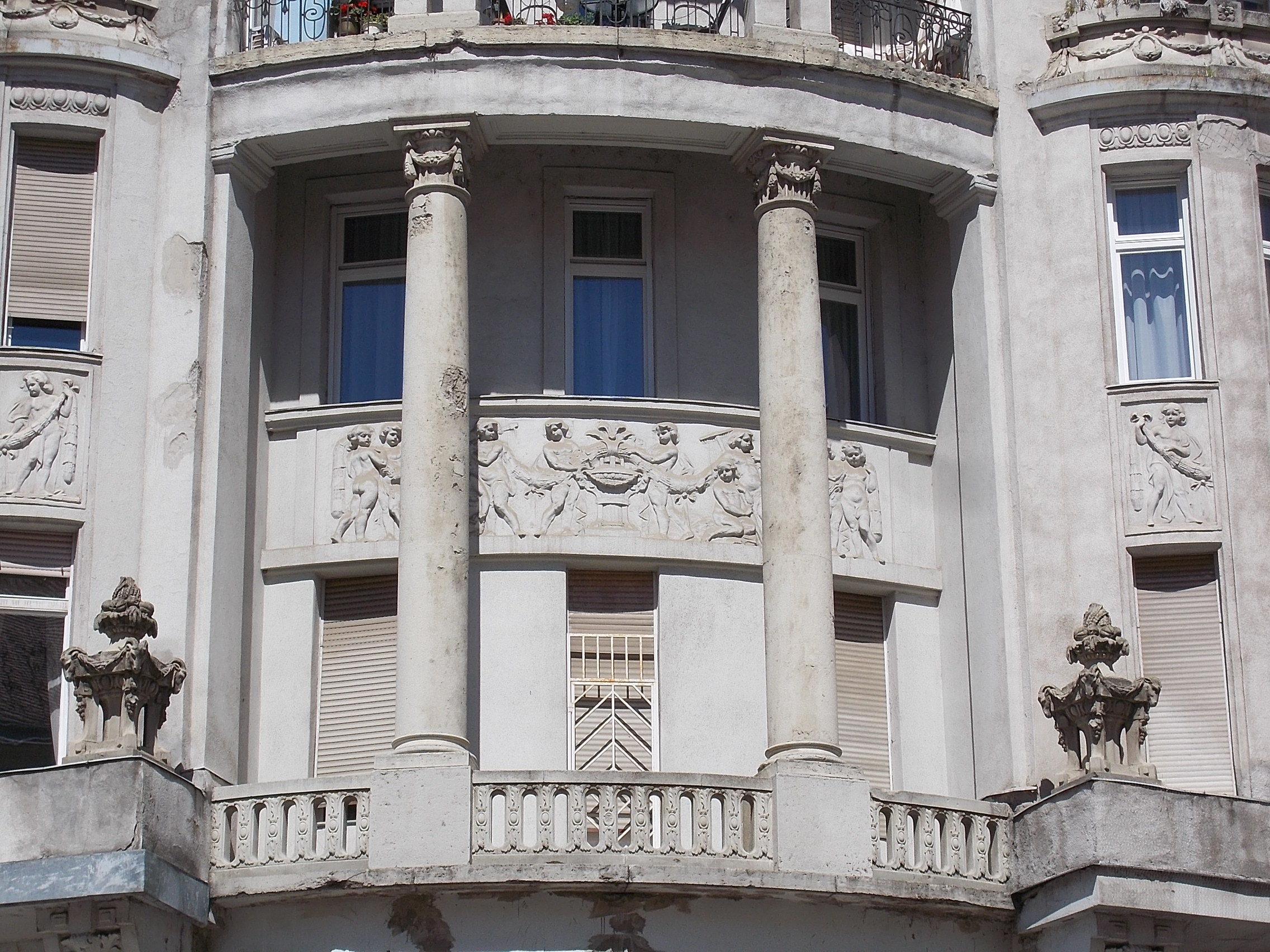
A Sütő u. 2., itt lakott Szomory Dezső
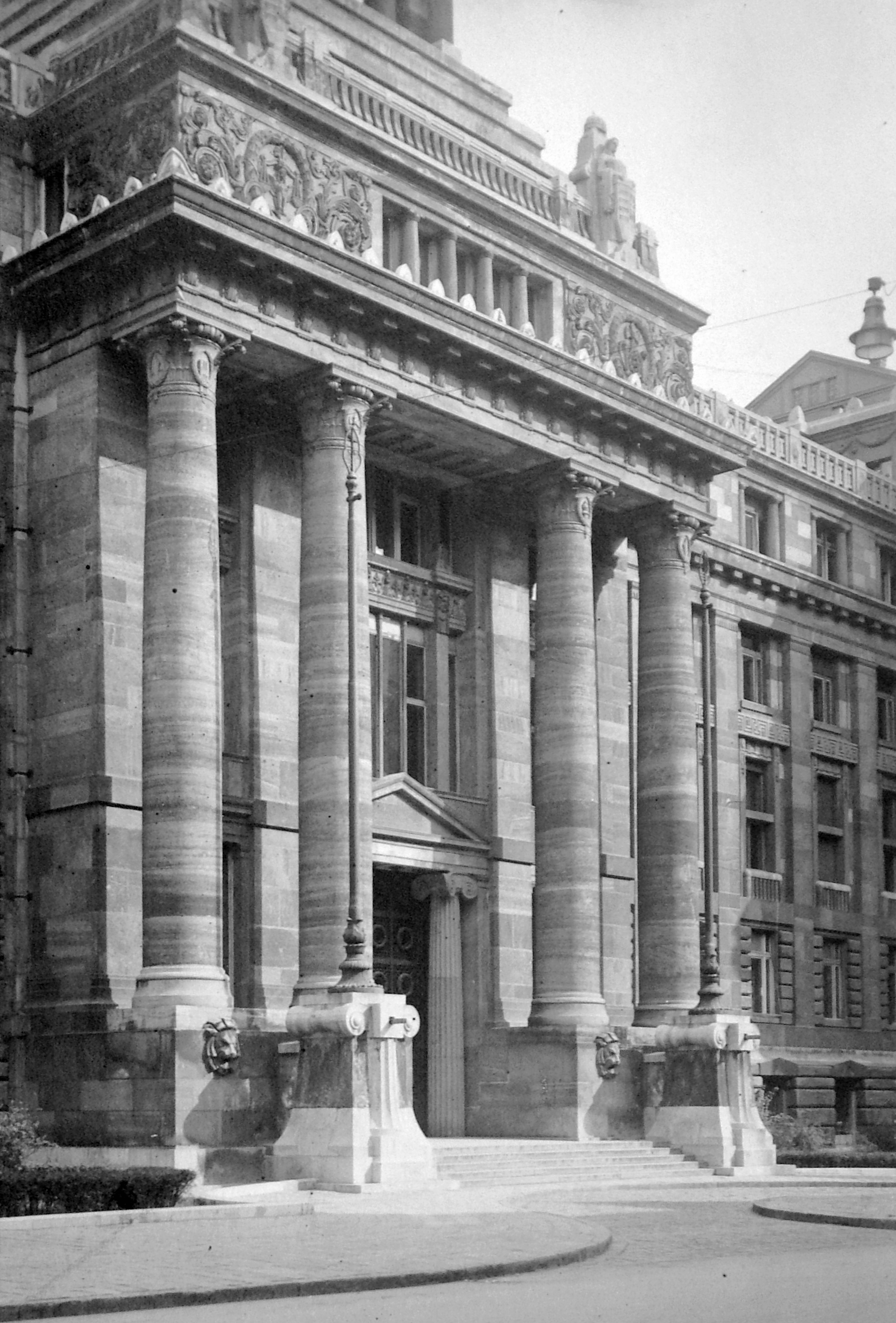
Igazságügyi Palota, Markó u. 16.
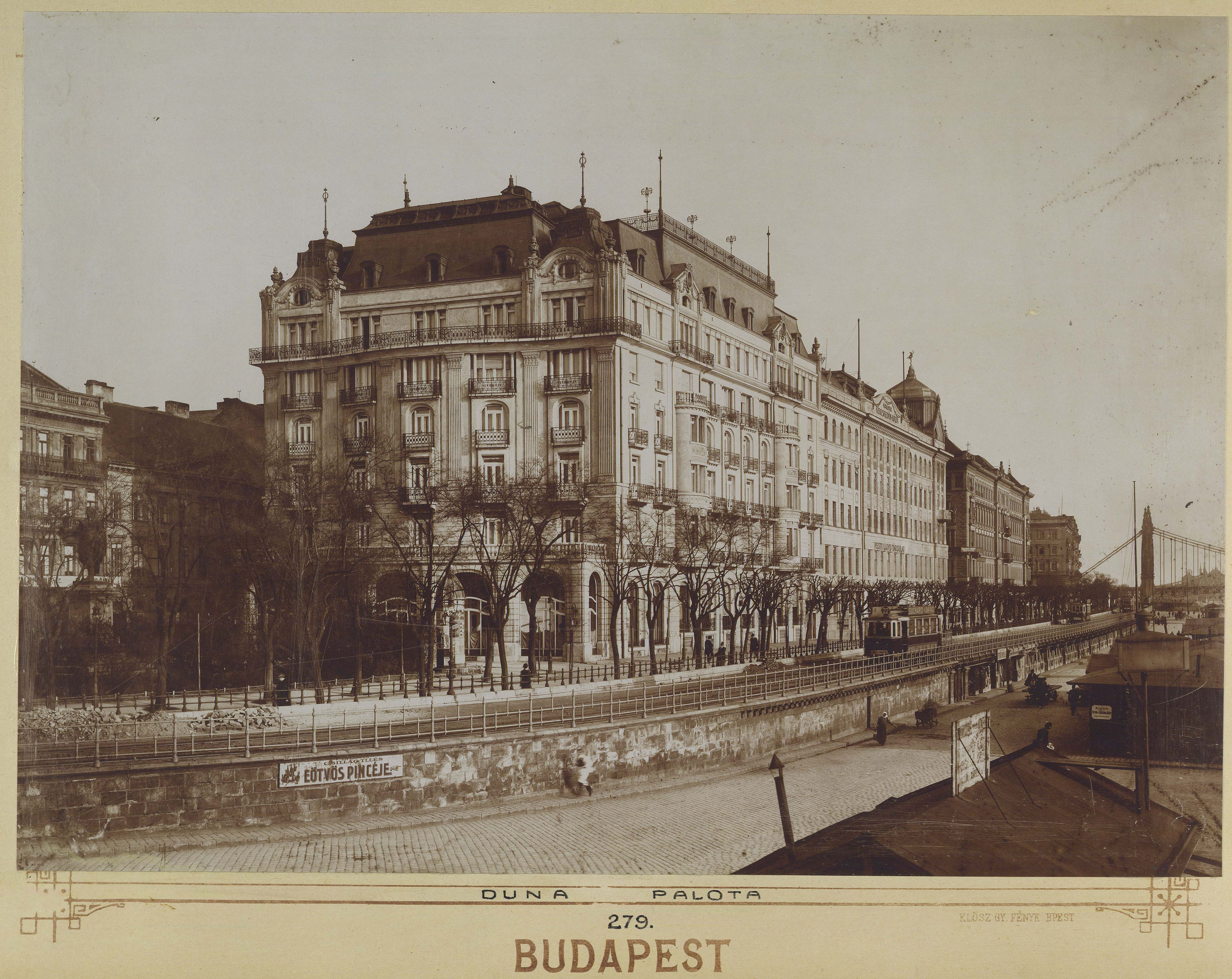
Ritz Szálló (Budapest)
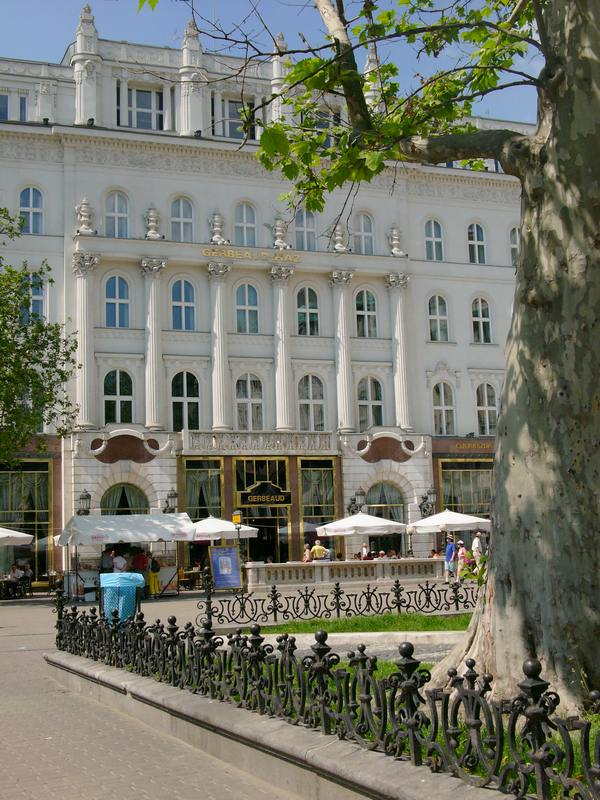
A Gerbeaud-ház, Vörösmarty tér (Budapest)
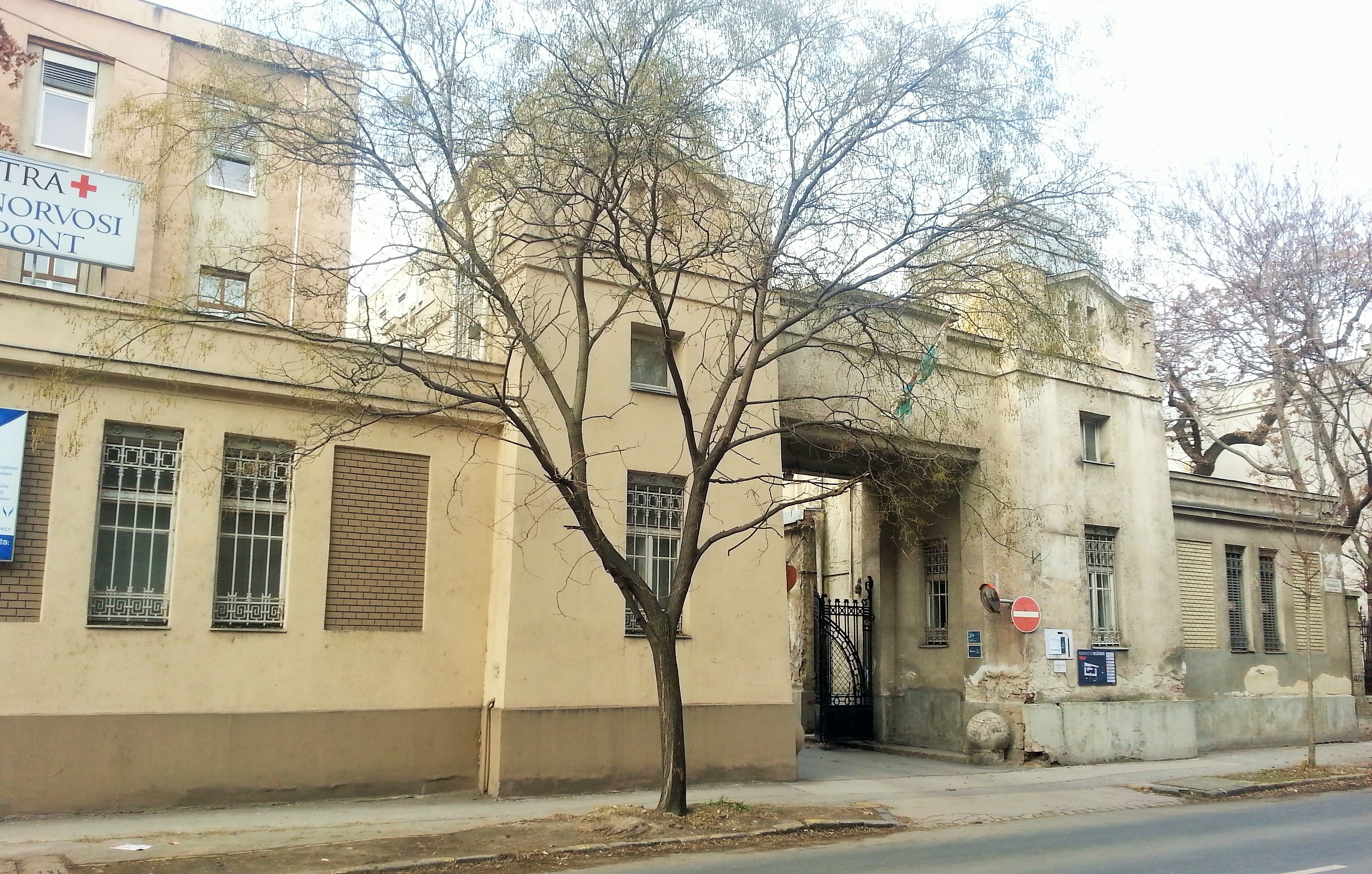
A Lágymányosi Dohánygyár (kapuépület)
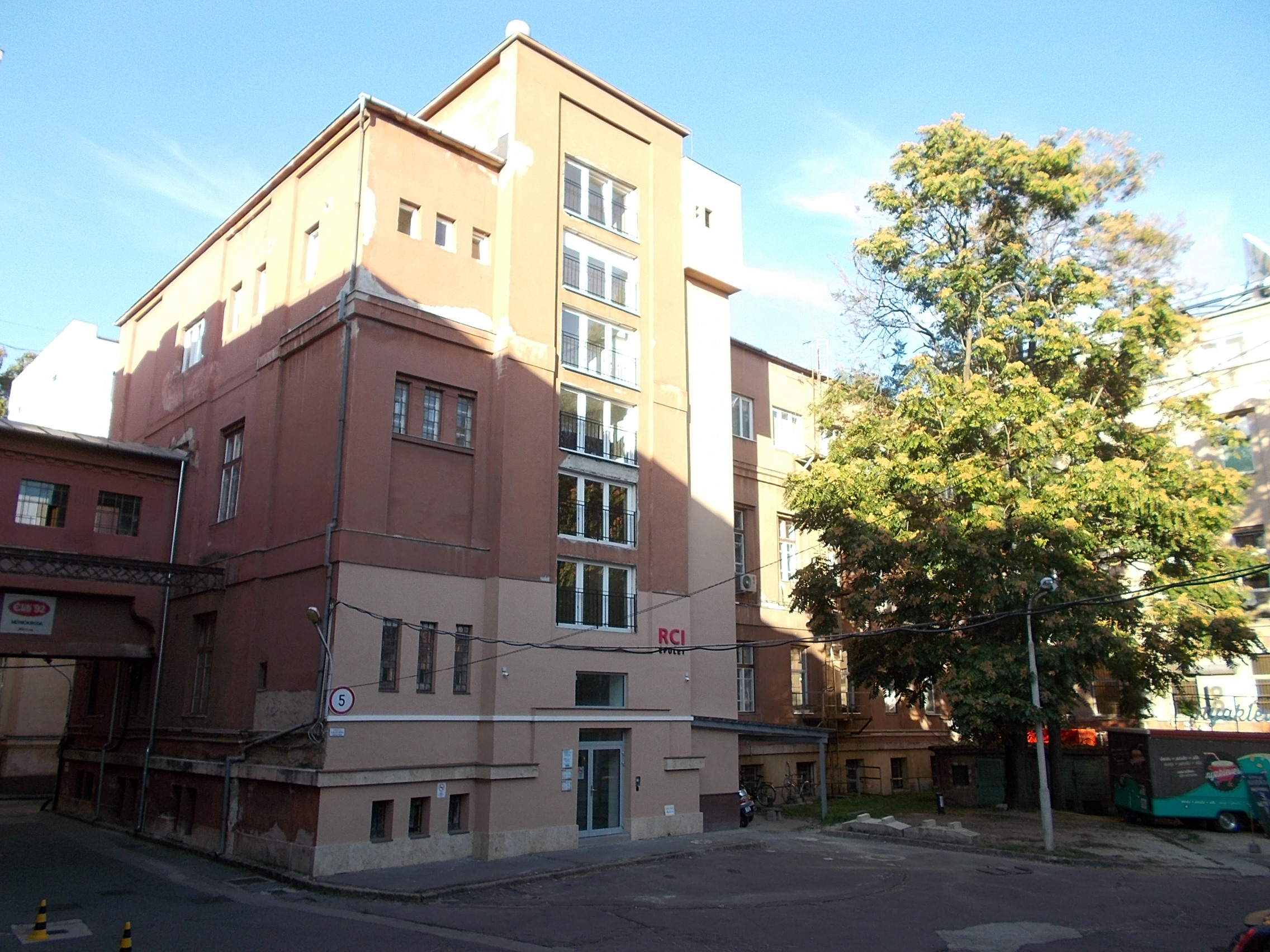
A Lágymányosi Dohánygyár